# Elecciones generales de Suecia de 2018
Las elecciones generales de Suecia de 2018 se realizaron el domingo 9 de septiembre de 2018, cuando se eligieron los miembros del Riksdag, quienes a su vez elegirán al primer ministro.
Es una de las elecciones más importantes del último tiempo debido al rebarajamiento que pueda darse en el Riksdag como resultado de las votaciones de este año. Los sondeos hasta la fecha dan cuenta de una baja sostenida a la preferencia socialdemócrata y una alza sostenida de la derecha representada por los demócratas de Suecia, superando en algunos sondeos en votación probable al Partido Moderado. Fueron las elecciones generales más reñidas puesto que las dos coaliciones políticas Bloque Roji-Verde y La Alianza quedaron casi empatadas con 144 y 143 escaños respectivamente.
Luego de los resultados preliminares, el líder de la oposición Ulf Kristersson pidió la dimisión del primer ministro Stefan Löfven, posteriormente el líder del partido Demócratas de Suecia Jimmie Åkesson se mostró dispuesto a dialogar con los partidos políticos e instó principalmente al líder del partido Moderado Ulf Kristersson a iniciar negociaciones y diálogos con sus partidos para formar gobierno. A pesar del rechazo de Löfven a dimitir al cargo de primer ministro, y al rechazo de La Alianza de reunirse con Jimmie Åkesson, líder de los Demócratas de Suecia. Åkesson ha declarado que va a votar a favor de la investidura del candidato de La Alianza.
El  proceso de formación de gobierno en Suecia, ha acabado el 16 de enero de 2019, tras la investidura del primer ministro en funciones Stefan Löfven, después de dos intentos de formación de gobierno fallidos.
La  exitosa formación de gobierno, en esta ocasión fue posible gracias a la aprobación de Socialdemócratas y Verdes, y la abstención del Partido del Centro y el Partido Popular Liberal en la votación parlamentaria del 16 de enero de 2019.

## Antecedentes

### Crisis presupuestaria de 2014
A solo dos meses de haber formado un gobierno minoritario, el primer ministro Stefan Löfven anunció el 3 de diciembre de 2014 que tenía la intención de hacer los arreglos formales para convocar elecciones extraordinarias el 29 de diciembre de 2014, la fecha más temprana permitida por la constitución.
La elección parecía ser necesaria después de que el gobierno liderado por los socialdemócratas de Löfven perdiera un votación sobre el presupuesto por 182 a 153, debido a que los Demócratas Suecos votaron con la oposición, lo que provocó una crisis en el gabinete.
Sin embargo, el 26 de diciembre de 2014 se firmó un acuerdo entre los socialdemócratas, los verdes, los moderados, los centristas, los liberales y los demócratas cristianos, que establece una serie de condiciones para garantizar la estabilidad política hasta al menos 2022. El acuerdo incluía dos disposiciones principales:
- El candidato para el primer ministro que reunió la mayor cantidad de apoyo sería elegido. Esto se aplicaría tanto a los candidatos titulares como a los nuevos candidatos para PM.
- A un gobierno en minoría se le permitiría aprobar su presupuesto mediante la abstención de los partidos de oposición que firmaron el acuerdo.

Una vez concluidas las negociaciones entre el Bloque Roji-Verde y La Alianza, la elección anticipada se suspendió el 27 de diciembre de 2014. El 9 de octubre de 2015, después de la salida del acuerdo por parte de los demócratas cristianos, se disolvió el acuerdo de diciembre de 2014. Sin embargo, los moderados, los centristas y los liberales permitieron que el gobierno minoritario de los socialdemócratas y verdes continúe gobernando.

### Violencia de pandillas de 2018 y crisis de inmigrantes
El verano de 2018 ha visto un aumento en los delitos violentos en Suecia, y en varios incidentes, incluido el incendio provocado de más de 100 automóviles el 15 de agosto, han hecho que muchos suecos digan que la "ley y el orden" y las preocupaciones sobre la inmigración a gran escala los temas clave en las próximas elecciones. Si bien muchos suecos han sido azotados por la violencia esporádica de las pandillas en los últimos años al final de las vacaciones de verano para los estudiantes, se dijo que la violencia en Gotemburgo, Falkenberg y Trollhättan era a mayor escala. El primer ministro Löfven se refirió a la violencia de agosto como si estuviera organizada "casi como una operación militar". Los medios no suecos frecuentemente describen la  crisis sueca vinculada a la inmigración y un enfoque en los Demócratas de Suecia como el partido que ganaría más votación, a causa de esto, en desmedro de los oficialistas Socialdemócratas y  Moderados .

## Sistema electoral
El Riksdag (Parlamento sueco) está compuesto por 349 parlamentarios, y todos son elegidos por representación proporcional en listas de partidos de múltiples miembros que pueden ser regionales (la mayoría de los partidos principales) o nacionales (Demócratas de Suecia). Cada uno de los 29 distritos electorales tiene un número determinado de parlamentarios que se divide a través de los resultados de los distritos electorales para garantizar la representación regional. Los demás parlamentarios se eligen a través de un equilibrio proporcional, para garantizar que el número de diputados elegidos por los distintos partidos represente con precisión los votos del electorado. La constitución sueca  dice que el Riksdag es responsable de los impuestos y hacer leyes, y que el gobierno es responsable ante el Riksdag. Esto significa que Suecia tiene parlamentarismo en una monarquía constitucional, asegurando que el gobierno sea designado por los representantes del pueblo; el primer ministro es, por lo tanto, elegido indirectamente. Se requiere un mínimo del 4% del voto nacional para que un partido ingrese al Riksdag, alternativamente el 12% o más dentro de un distrito electoral.

## Partidos
| Nombre | Nombre                  | Ideología                  | Dirigente                      | Resultados en 2018 | Resultados en 2018 |
| Nombre | Nombre                  | Ideología                  | Dirigente                      | Votos (%)          | Escaños            |
| ------ | ----------------------- | -------------------------- | ------------------------------ | ------------------ | ------------------ |
| S      | Partido Socialdemócrata | Socialdemocracia           | Stefan Löfven                  | 28.6%              | 100/349            |
| M      | Partido Moderado        | Conservadurismo liberal    | Ulf Kristersson                | 19.8%              | 70/349             |
| SD     | Demócratas              | Nacionalismo               | Jimmie Åkesson                 | 17.5%              | 62/349             |
| C      | Centro                  | Agrarismo, Centro político | Annie Lööf                     | 8.6%               | 31/349             |
| V      | Izquierda               | Socialismo                 | Jonas Sjöstedt                 | 8.0%               | 28/349             |
| KD     | Demócratas Cristianos   | Democracia Cristiana       | Ebba Busch Thor                | 6.3%               | 22/349             |
| L      | Liberales               | Liberalismo                | Jan Björklund                  | 5.5%               | 20/349             |
| MP     | Verde                   | Ecologismo                 | Gustav Fridolin Isabella Lövin | 4.4%               | 16/349             |

## Resultados
|                                                                   |                                      |                                      |           |       |         |       |
| Partido                                                           | Partido                              | Partido                              | Votos     | %     | Escaños | +/−   |
|                                                                   | Partido Socialdemócrata              | S                                    | 1.830.386 | 28,26 | 100     | −13   |
|                                                                   | Partido Moderado                     | M                                    | 1.284.698 | 19,84 | 70      | −14   |
|                                                                   | Demócratas de Suecia                 | SD                                   | 1.135.627 | 17,53 | 62      | +13   |
|                                                                   | Partido del Centro                   | C                                    | 557.500   | 8,61  | 31      | +9    |
|                                                                   | Partido de la Izquierda              | V                                    | 518.454   | 8,00  | 28      | +7    |
|                                                                   | Demócratas Cristianos                | KD                                   | 409.478   | 6,32  | 22      | +6    |
|                                                                   | Liberales                            | L                                    | 355.546   | 5,49  | 20      | +1    |
|                                                                   | Partido Verde                        | MP                                   | 285.899   | 4,41  | 16      | −9    |
|                                                                   |                                      |                                      |           |       |         |       |
|                                                                   | Iniciativa Feminista                 | FI                                   | 29.665    | 0,46  | 0       | ±0    |
|                                                                   | Alternativa para Suecia              | AfS                                  | 20.290    | 0,31  | 0       | Nuevo |
|                                                                   | Coalición de Ciudadanos              | MED                                  | 13.056    | 0,20  | 0       | Nuevo |
|                                                                   | Partido Pirata                       | PP                                   | 7.326     | 0,11  | 0       | ±0    |
|                                                                   | Direktdemokraterna                   | DD                                   | 5.153     | 0,08  | 0       | ±0    |
|                                                                   | Landsbygdspartiet Oberoende          | LPo                                  | 4.962     | 0,08  | 0       | Nuevo |
|                                                                   | Enhet                                | ENH                                  | 4.647     | 0,07  | 0       | ±0    |
|                                                                   | Partido Animal                       | DjuP                                 | 3.648     | 0,06  | 0       | ±0    |
|                                                                   | Partido de los Valores Cristianos    | KrVP                                 | 3.202     | 0,05  | 0       | ±0    |
|                                                                   | Movimiento de Resistencia Nórdico    | NMR                                  | 2.106     | 0,03  | 0       | Nuevo |
|                                                                   | Liberala partiet                     | KLP                                  | 1.504     | 0,01  | 0       | ±0    |
|                                                                   | Partido Comunista de Suecia          | SKP                                  | 702       | 0,01  | 0       | ±0    |
|                                                                   | Partido del Ingreso Básico           |                                      | 632       | 0,01  | 0       | Nuevo |
|                                                                   | Iniciativa                           |                                      | 615       | 0,01  | 0       | Nuevo |
|                                                                   | Partido Seguridad                    | TRP                                  | 511       | 0,01  | 0       | Nuevo |
|                                                                   | Partido Scania                       | SKÅ                                  | 296       | 0,00  | 0       | ±0    |
|                                                                   | Norrlandspartiet                     |                                      | 60        | 0,00  | 0       | Nuevo |
|                                                                   | Partido Libertario de la Libertad    | FRP                                  | 53        | 0,00  | 0       | Nuevo |
|                                                                   | Partido de los Trabajadores Europeos | EAP                                  | 52        | 0,00  | 0       | ±0    |
|                                                                   | Reforma NY                           |                                      | 32        | 0,00  | 0       | Nuevo |
|                                                                   | Sentido Común en Suecia              | CSIS                                 | 21        | 0,00  | 0       | Nuevo |
|                                                                   | Nuestro País - Suecia                |                                      | 9         | 0,00  | 0       | Nuevo |
|                                                                   | Partido Neutral Reformista           | RNP                                  | 4         | 0,00  | 0       | ±0    |
|                                                                   | Hogar del Pueblo Sueco               |                                      | 2         | 0,00  | 0       | Nuevo |
|                                                                   | Partido Gula                         | Gup                                  | 1         | 0,00  | 0       | ±0    |
|                                                                   | Partidos que no estaban en la boleta | Partidos que no estaban en la boleta | 588       | 0,01  | 0       | –     |
| Votos inválidos/en blanco                                         | Votos inválidos/en blanco            | Votos inválidos/en blanco            | 58.546    | –     | –       | –     |
| Total                                                             | Total                                | Total                                | 6.535.271 | 100   | 349     | 0     |
| Votantes registrados/participación                                | Votantes registrados/participación   | Votantes registrados/participación   | 7.495.936 | 87,18 | –       | –     |
| Fuente: VAL Archivado el 28 de agosto de 2018 en Wayback Machine. |                                      |                                      |           |       |         |       |

### Por alianza
|                                                                   |                                    |                                    |           |       |         |     |
| Alianza                                                           | Alianza                            | Alianza                            | Votos     | %     | Escaños | +/− |
|                                                                   | Bloque Roji-Verde (S+MP+V)         | Bloque Roji-Verde (S+MP+V)         | 2.634.739 | 40,68 | 144     | −15 |
|                                                                   | La Alianza (M+C+L+KD)              | La Alianza (M+C+L+KD)              | 2.607.222 | 40,26 | 143     | +2  |
|                                                                   | Demócratas de Suecia (SD)          | Demócratas de Suecia (SD)          | 1.135.627 | 17,53 | 62      | +13 |
|                                                                   |                                    |                                    |           |       |         |     |
| Votos inválidos/en blanco                                         | Votos inválidos/en blanco          | Votos inválidos/en blanco          | 58.546    | –     | –       | –   |
| Total                                                             | Total                              | Total                              | 6.535.271 | 100   | 349     | 0   |
| Votantes registrados/participación                                | Votantes registrados/participación | Votantes registrados/participación | 7.495.936 | 87,18 | –       | –   |
| Fuente: VAL Archivado el 28 de agosto de 2018 en Wayback Machine. |                                    |                                    |           |       |         |     |

| \| Voto popular (por partido) \| Voto popular (por partido) \| Voto popular (por partido) \| Voto popular (por partido) \| Voto popular (por partido) \| \| -------------------------- \| -------------------------- \| -------------------------- \| -------------------------- \| -------------------------- \| \| Partido \| Partido \| \| % \| % \| \| S \| S \| \| 28.3 % \| 28.3 % \| \| M \| M \| \| 19.8 % \| 19.8 % \| \| SD \| SD \| \| 17.5 % \| 17.5 % \| \| C \| C \| \| 8.6 % \| 8.6 % \| \| V \| V \| \| 8.0 % \| 8.0 % \| \| KD \| KD \| \| 6.3 % \| 6.3 % \| \| L \| L \| \| 5.5 % \| 5.5 % \| \| MP \| MP \| \| 4.4 % \| 4.4 % \| \| Otros \| Otros \| \| 1.5 % \| 1.5 % \| |         |  |        |        |
| Voto popular (por partido) |         |  |        |        |
| Partido | Partido |  | %      | %      |
| S | S       |  | 28.3 % | 28.3 % |
| M | M       |  | 19.8 % | 19.8 % |
| SD | SD      |  | 17.5 % | 17.5 % |
| C | C       |  | 8.6 %  | 8.6 %  |
| V | V       |  | 8.0 %  | 8.0 %  |
| KD | KD      |  | 6.3 %  | 6.3 %  |
| L | L       |  | 5.5 %  | 5.5 %  |
| MP | MP      |  | 4.4 %  | 4.4 %  |
| Otros | Otros   |  | 1.5 %  | 1.5 %  |

| \| Voto popular (por coalición) \| Voto popular (por coalición) \| Voto popular (por coalición) \| Voto popular (por coalición) \| Voto popular (por coalición) \| \| ---------------------------- \| ---------------------------- \| ---------------------------- \| ---------------------------- \| ---------------------------- \| \| Coalición \| Coalición \| \| % \| % \| \| Roji-Verde \| Roji-Verde \| \| 40.7 % \| 40.7 % \| \| Alianza \| Alianza \| \| 40.3 % \| 40.3 % \| \| SD \| SD \| \| 17.5 % \| 17.5 % \| |            |  |        |        |
| Voto popular (por coalición) |            |  |        |        |
| Coalición | Coalición  |  | %      | %      |
| Roji-Verde | Roji-Verde |  | 40.7 % | 40.7 % |
| Alianza | Alianza    |  | 40.3 % | 40.3 % |
| SD | SD         |  | 17.5 % | 17.5 % |

### Por municipio

Socialdemócrata
Moderado
Demócratas de Suecia
Centro político
Izquierda política
Demócratas Cristianos
Liberales
Verde

## Elección del presidente del Riksdag

### Åsa Lindestam
| 24 de septiembre de 2018                                         |            |                                          |         |
| Riksdag                                                          | Voto       | Partidos                                 | Votos   |
| Åsa Lindestam (S) Mayoría absoluta: (175/349) (o mayoría simple) | Sí         | S (100), V (28), MP (16)                 | 144/349 |
| Åsa Lindestam (S) Mayoría absoluta: (175/349) (o mayoría simple) | No         | M (70), SD (62), C (31). KD (22), L (20) | 205/349 |
| Åsa Lindestam (S) Mayoría absoluta: (175/349) (o mayoría simple) | Abstención |                                          | 0/349   |
| Åsa Lindestam (S) Mayoría absoluta: (175/349) (o mayoría simple) | Ausentes   |                                          | 0/349   |

### Andreas Norlén
| 24 de septiembre de 2018                                          |            |                                          |         |
| Riksdag                                                           | Voto       | Partidos                                 | Votos   |
| Andreas Norlén (M) Mayoría absoluta: (175/349) (o mayoría simple) | Sí         | M (70), SD (62), C (31). KD (22), L (20) | 205/349 |
| Andreas Norlén (M) Mayoría absoluta: (175/349) (o mayoría simple) | No         | S (100), V (28), MP (16)                 | 144/349 |
| Andreas Norlén (M) Mayoría absoluta: (175/349) (o mayoría simple) | Abstención |                                          | 0/349   |
| Andreas Norlén (M) Mayoría absoluta: (175/349) (o mayoría simple) | Ausentes   |                                          | 0/349   |

## Moción de confianza[9]
| 25 de septiembre de 2018 Moción de confianza                     |            |                                          |         |
| Riksdag                                                          | Voto       | Partidos                                 | Votos   |
| Stefan Löfven (S) Mayoría absoluta: (175/349) (o mayoría simple) | Sí         | S (100), V (28), MP (16)                 | 144/349 |
| Stefan Löfven (S) Mayoría absoluta: (175/349) (o mayoría simple) | No         | M (70), SD (62), C (31). KD (22), L (20) | 205/349 |
| Stefan Löfven (S) Mayoría absoluta: (175/349) (o mayoría simple) | Abstención |                                          | 0/349   |
| Stefan Löfven (S) Mayoría absoluta: (175/349) (o mayoría simple) | Ausentes   |                                          | 0/349   |

## Investidura
| Noviembre de 2018 Investidura                                      |            |                                          |         |
| Riksdag                                                            | Voto       | Partidos                                 | Votos   |
| Ulf Kristersson (M) Mayoría absoluta: (175/349) (o mayoría simple) | Sí         | M (70), KD (22), SD (62)                 | 154/349 |
| Ulf Kristersson (M) Mayoría absoluta: (175/349) (o mayoría simple) | No         | S (100), C (31), V (28), L (20), MP (16) | 195/349 |
| Ulf Kristersson (M) Mayoría absoluta: (175/349) (o mayoría simple) | Abstención |                                          | 0/349   |
| Ulf Kristersson (M) Mayoría absoluta: (175/349) (o mayoría simple) | Ausentes   |                                          | 0/349   |